# Zona pelúcida
Se denomina zona pelúcida (ZP) a la fina capa acelular translúcida, que recubre el ovocito de los mamíferos. Está compuesta por varias glicoproteínas, agrupadas en cuatro familias: ZP1, ZP2, ZP3 y ZP4.

La ZP funciona como barrera específica para los espermatozoides antes de la fertilización. Inmediatamente después de la fertilización actúa para evitar la poliespermia y además protege al embrión en contra de la infiltración de leucocitos y microorganismos.

Las irregularidades en la composición, el grosor o la forma de la ZP afectan la fecundación y la calidad del embrión.

## Estructura
La Zona pelúcida (ZP) es una capa acelular homogénea, una matriz extracelular 
translúcida, formada de glucoproteínas, que engloba el ovocito.

La ZP se forma alrededor del ovocito, a partir de la formación del folículo primario, cuando las células epiteliales que lo rodean, se tornan de planas a cúbicas.

Durante el crecimiento de la ZP, en su fase temprana aparece como parches de filamentos finos, entre el ovocito y las células foliculares. A medida que el crecimiento ovocitario continúa, la ZP se vuelve una red densa y gruesa de filamentos interconectados rodeando completamente al ovocito y separándolo de las células foliculares.

### Microarquitectura

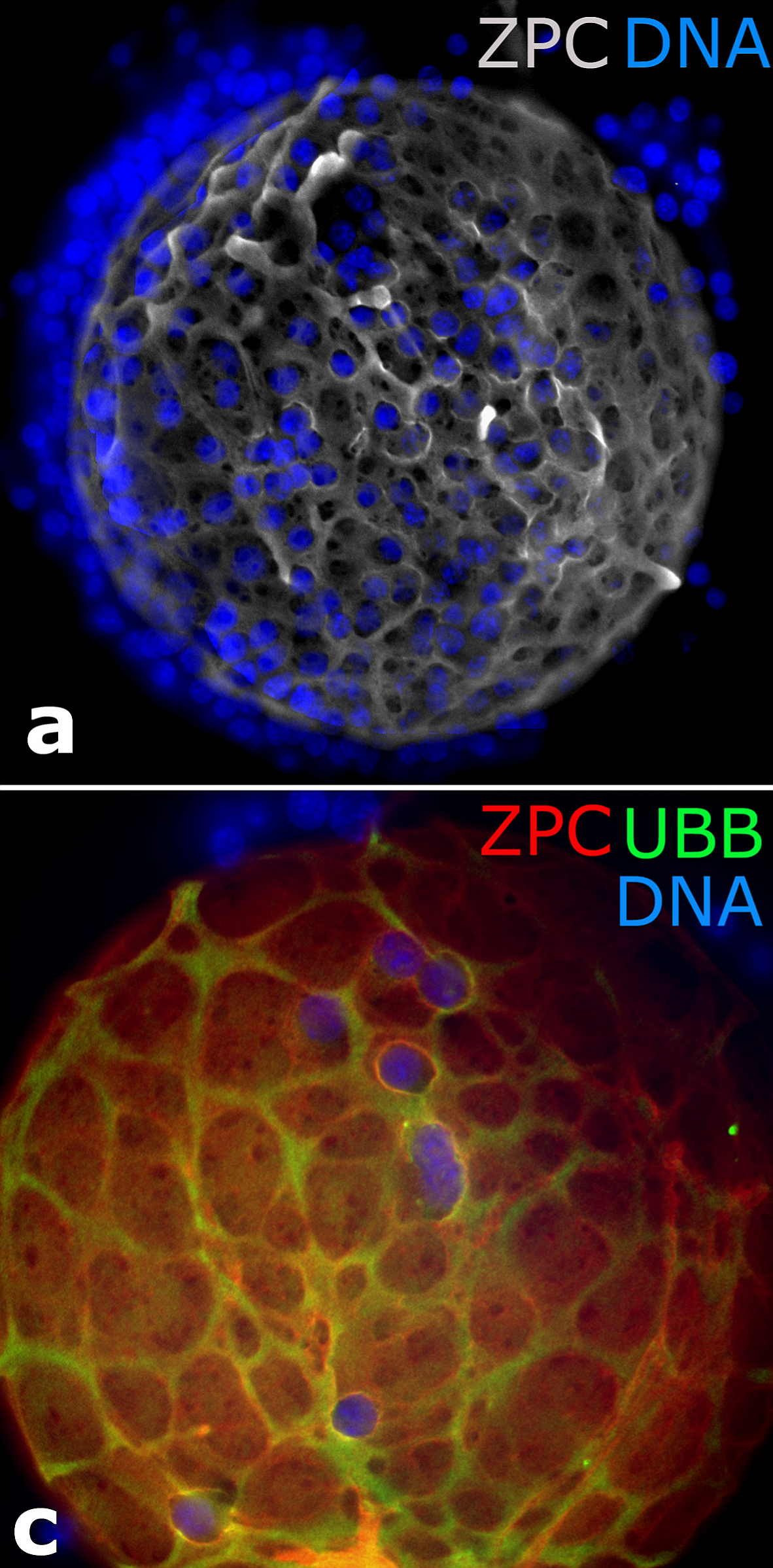
Arriba(a): proteína ZPC en gris. Abajo(c): Zona pelúcida en rojo. Corona radiata (núcleos en azul).

La Zona pelúcida (ZP) muestra un patrón de cordones de matriz extracelular entrecruzados en la superficie, debido al depósito desigual de proteínas de la ZP en los espacios entre las células de la corona radiada.
La ZP tiene diferente grosor entre las especies, varía desde 5 μm en el ratón, a 15-20 μm en la mujer y 27 μm en la vaca.
La ZP en el humano tiene un espesor total de 0.015-0.020 mm es decir de 15-20 μm.
El grosor de la ZP varía durante las primeras etapas del embrión (fecundación) y a partir de las primeras divisiones celulares suele adelgazarse hasta una capa fina en el estadio de blastocisto.
El análisis mediante el microscopio de polarización  muestra la  disposición de los filamentos de la ZP y por su birrefringencia, se puede evidenciar su estructura trilaminar.

### Ultraestructura
Dentro del folículo ovárico, la Zona pelúcida (ZP) está atravesada por las microvellosidades procedentes del ovocito y de las células epiteliales de la granulosa. Las microvellosidades de estos dos tipos celulares se comunican en el espesor de la ZP mediante uniones comunicantes.

En el óvulo liberado, las microvellosidades persisten en el borde interno de la ZP, aunque muchas de las células granulosas de la Corona radiata ya se han separado.

## Bioquímica

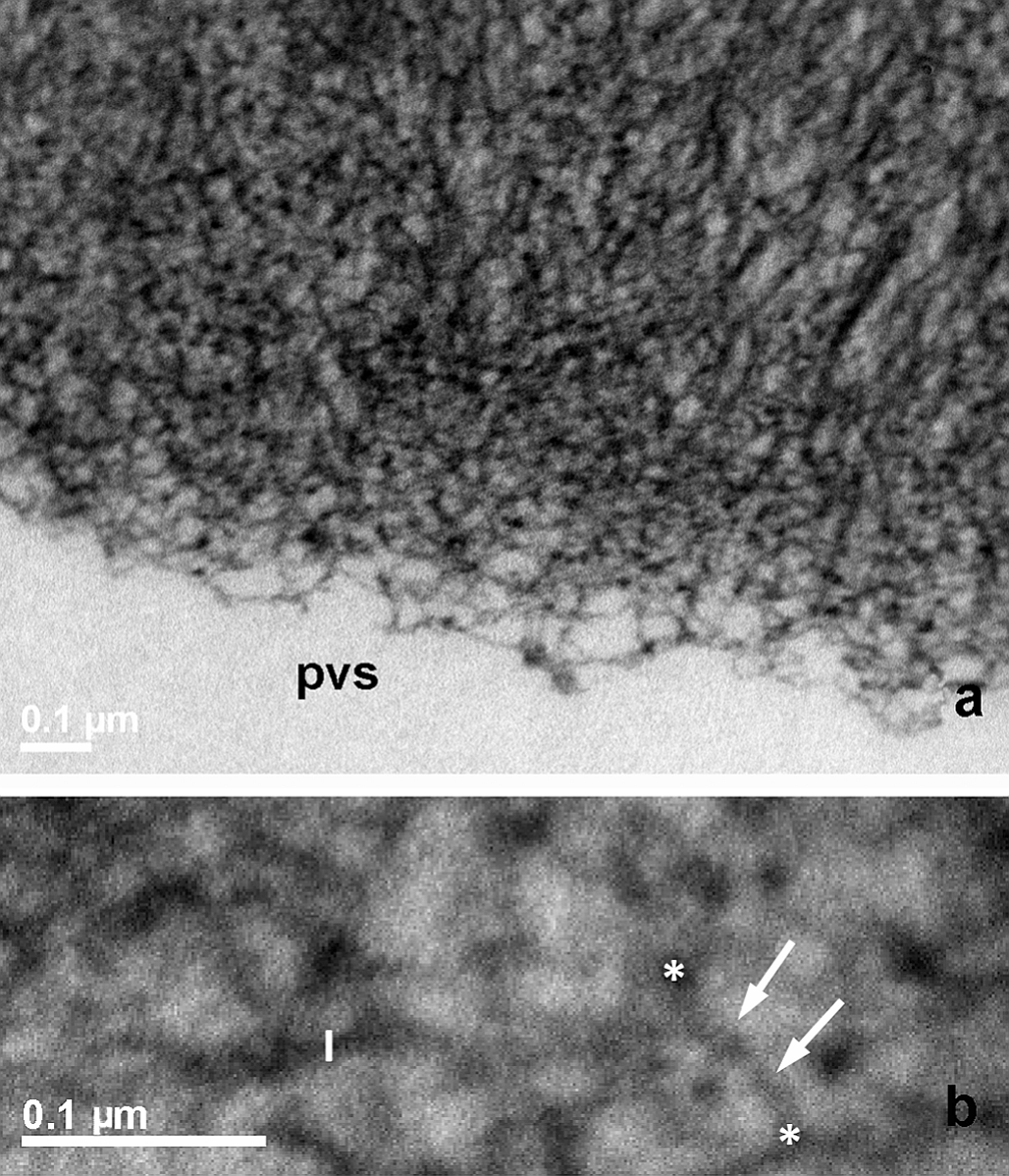
Filamentos de la Zona pelúcida interna. PVS= espacio peri-vitelina. Microscopio electrónico.

La zona pelúcida (ZP) está formada por filamentos compuestos de dímeros de glucoproteínas denominadas de forma genérica ZP1, ZP2, ZP3, ZP4.

Estas proteínas son fuertemente glicosiladas, las cadenas de carbohidratos resultan la mitad de la masa de cada una de las glicoproteínas.
En un análisis bioquímico de la ZP humana aparecen cuatro glucoproteínas: 
- ZP1 de 638aminoácidos (aa) y 70 kiloDaltons (kDa);[10]
- ZP2 de 745aa y 82 kDa;
- ZP3 de 424aa y 47 kDa y
- ZP4 de 540aa y 59 kDa.[11]

Las proteínas de la ZP se polimerizan en largos filamentos interconectados, a través de una unidad estructural común conocida como dominio ZP, que consta de dos dominios el ZP-N y el ZP-C.

El dominio ZP es un componente estructural, de aproximadamente 260 aminoácidos de largo, junto a su extremo C-terminal.

## Funciones
La zona pelúcida (ZP) se encarga de la protección y alimentación precoz del ovocito y del pre-embrión durante sus primeros días de desarrollo, confinándolo en un volumen pequeño.

La ZP funciona como barrera específica para los espermatozoides antes de la fertilización. Inmediatamente después de la fertilización actúa para evitar la poliespermia y protege al embrión en contra de la infiltración de leucocitos y microorganismos.
Nuevas investigaciones mediante microscopía, demuestran que las glicoproteínas que la forman poseen receptores y activadores para los espermatozoides, facilitando la fecundación en el óvulo. También tienen un papel en la reacción acrosómica, induciendo la misma.
El endurecimiento posterior a la entrada del espermatozoide debido a una segunda despolarización de la membrana (provocada por iones de calcio), es fundamental para el bloqueo de la polispermia.

## Alteraciones
Las irregularidades en la composición, en el grosor o en la forma de la ZP afectan la fecundación la calidad del embrión y las tasa de implantación.
Anomalías en la estructura o función de las glicoproteínas de esta capa pueden generar fecundaciones anómalas, una disminución de la viabilidad embrionaria y menor capacidad en la implantación de embriones en tratamientos de fecundación in vitro.

Conforme aumenta la edad de la mujer, aumentan las probabilidades de que se produzca la fecundación de un ovocito por más de un espermatozoide debido, principalmente, a esas alteraciones en la zona pelúcida. En la mayoría de los casos, estas fecundaciones anómalas dan lugar a cigotos triploides que no se implantan, pero, en determinados casos, pueden hacerlo dando lugar a un grupo de células que van creciendo denominado "mola" que puede llegar a ser peligroso para la mujer.
Durante el quinto día del desarrollo del embrión, la zona pelúcida se irá degenerando por medio de una serie de ciclos de expansión y contracción; como también por la acción de enzimas, para dar paso a la implantación. El blastocisto, a través de varios procesos debe deshacerse de la Zona pelúcida (ZP) antes de la implantación. Las anormalidades intrínsecas de la ZP, son uno de los factores que limitan la reproducción en los seres humanos.

Este fenómeno recibe el nombre de eclosión. El embrión en estado de blastocisto, al eclosionar de la zona pelúcida, se llamará embrión o blastocisto implantado.

En la fertilización asistida (FA) también se puede hacer una eclosión asistida en los casos en los que hay mucha fragmentación. Consiste en perforar un poco la zona pelúcida, meter la pipeta y aspirar los fragmentos.